# Yucca capensis
Yucca capensis L.W.Lenz es una especie de planta fanerógama de la familia Asparagaceae. Es endémica de una pequeña región del estado mexicano de Baja California Sur

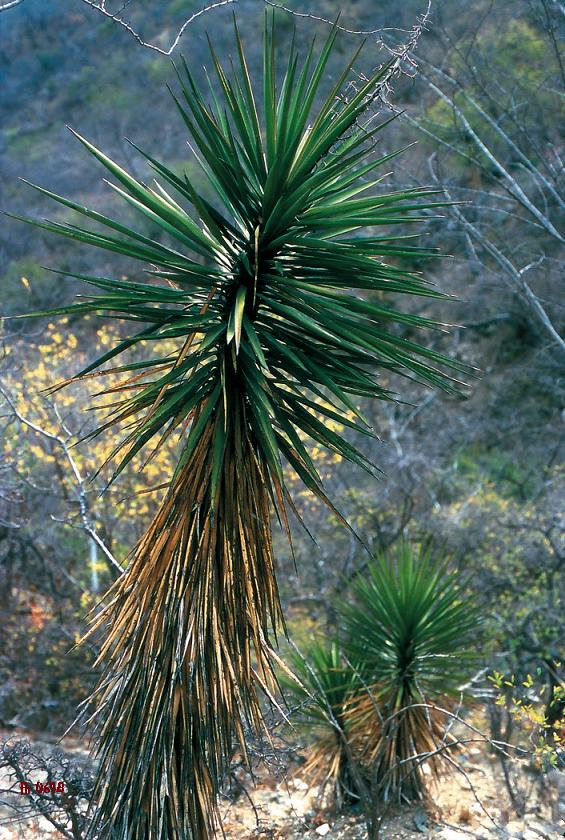
Vista de la planta

## Distribución y hábitat
La especie se encuentra en elevaciones de más de 1000 m en las montañas de esa región. Parece estar más estrechamente relacionados con las yucas de la Sierra Madre Occidental en Chihuahua y Sonora y con la Y. valida Brandegee que se encuentra en otros lugares en Baja California Sur.

## Taxonomía
Yucca capensis fue descrita por L.W.Lenz y publicado en Cactus and Succulent Journal 70(6): 289. 1998.
Etimología
Yucca: nombre genérico que fue nombrado por Carlos Linneo y que deriva por error de la palabra taína: yuca (escrita con una sola "c").
capensis: epíteto que se refiere al tipo de configuración regional que está cerca de Cabo San Lucas, en el extremo sur de la península.